# Rute nad Vato vasjo
Rute nad Vato vasjo (nemško Berg ob Attendorf) je naselje v Občini Velikovec v Okraju Velikovec na Koroškem v Avstriji.